# Ulrike Lindner
Ulrike Lindner (* 30. Dezember 1968 in Nürnberg) ist eine deutsche Historikerin.

## Leben
Ab 1989 studierte sie Geschichte, Germanistik und Politikwissenschaft an den Universitäten München und Oxford (St John’s College). 1995 erwarb sie Magister in Neuerer Geschichte, Mittelalterlicher Geschichte und Neuerer deutscher Literatur an der Universität München mit einer Arbeit zum Thema „Hausfrauen aus bürgerlichen Kreisen in den 1950er und 1960er Jahren in der Bundesrepublik Deutschland“. 1996 erhielt sie ein Promotionsstipendium der Studienstiftung des Deutschen Volkes. Von 1997 bis 2001 war sie wissenschaftliche Mitarbeiterin an der Universität der Bundeswehr München. 1998 erhielt sie ein Stipendium des German Historical Institute London für einen Forschungsaufenthalt in Großbritannien. 2001 erfolgte die Promotion an der Ludwig-Maximilians-Universität München mit der Arbeit: „Gesundheitspolitik in der Nachkriegszeit. Großbritannien und die Bundesrepublik Deutschland im Vergleich“. 2001 erhielt sie den Preis des Deutschen Historischen Instituts London für die Doktorarbeit. Von 2001 bis 2009 war sie wissenschaftliche Assistentin an der Universität der Bundeswehr München. Von 2005 bis 2006 hatte sie ein Feodor-Lynen-Stipendium der Alexander-von-Humboldt-Stiftung für Forschungsaufenthalt in Cambridge; Visiting Fellow in Clare Hall, Universität Cambridge. 2007 forschte sie in Südafrika und Namibia, Stipendium der Alexander-von-Humboldt-Stiftung. 2007 machte sie einen Forschungsaufenthalt in London mit einem Stipendium des Deutschen Historischen Instituts London. 2008 war sie Fernand-Braudel-Stipendiatin am European University Institute. Von Oktober 2009 bis Februar 2013 war sie Mitarbeiterin an der Fakultät für Geschichtswissenschaften der Universität Bielefeld. Nach der Habilitation im März 2010 vertrat sie im Sommersemester 2012 die Professur für Neuere und Neueste Geschichte an der Universität Mannheim (Johannes Paulmann). Im Mai 2012 lehnte sie den Ruf auf die Professur für Zeitgeschichte an der Universität Innsbruck ab. Ab März 2013 ist sie Professorin für die Geschichte Europas und des europäischen Kolonialismus in Köln. 2016 hatte sie ein Fellowship am Internationalen Kolleg Morphomata. Von März bis April 2019 lehrte sie als Gastprofessorin an der Institut d’études politiques de Paris.
Ihre Forschungsschwerpunkte sind europäische Kolonialgeschichte des 19. und 20. Jahrhunderts, Geschichte der Kolonisation und Dekolonisierung Afrikas, vergleichende Imperiengeschichte, Geschichte der europäischen Sozialpolitik im 20. Jahrhundert, Geschlechtergeschichte, Medizingeschichte und  Globalgeschichte, Vergleich und Verflechtungsgeschichte, postkoloniale Ansätze.

## Schriften (Auswahl)
- als Herausgeberin mit Merith Niehuss: Ärztinnen – Patientinnen. Frauen im deutschen und britischen Gesundheitswesen des 20. Jahrhunderts . Köln 2002, ISBN 3-412-15701-5.
- Gesundheitspolitik in der Nachkriegszeit. Großbritannien und die Bundesrepublik Deutschland im Vergleich. München 2004, ISBN 3-486-20014-3.
- als Herausgeberin mit Olaf Kaltmeier und Angelika Epple: Entangled histories. Reflecting on concepts of coloniality and postcoloniality. Köln 2011, ISBN 978-3-86583-576-5.
- Koloniale Begegnungen. Deutschland und Großbritannien als Imperialmächte in Afrika 1880–1914. Frankfurt am Main 2011, ISBN 3-593-39485-5.